# Křížová cesta (Žulová)
Křížová cesta v Žulové na Jesenicku vede na poutní místo Boží hora východně od obce.

## Historie
Křížovou cestu tvoří čtrnáct žulových sloupků s kapličkou s pašijovým obrázkem. Cesta vede ke kostelu Panny Marie Bolestné v poutním místě Boží hora na vrcholu kopce.
Obec Žulová vyjádřila roku 1877 připravenost postavit vlastní cestu k horské kapli na poutním místě. Vlastním nákladem a prací byla cesta v květnu téhož roku dokončena. Obrazy na sloupcích křížové cesty byly roku 1893 obnoveny vidnavským malířem Bauchem a křížová cesta byla duchovním správcem 30. května znovu vysvěcena.

### Poutní místo
Farní kniha Friedebergu se zmiňuje o 12. století, kdy se na vrcholu Boží hory objevila na kůlu upevněná podobizna Panny Marie Bolestné. Velké množství křesťanů sem přicházelo se svými pobožnými modlitbami a vykonávali je na kolenou před obrazem bolestné Matky Boží. Když byl tento obraz větrem utržen, postavili obyvatelé Friedebergu na tomto místě, kam vítr obraz zanesl, kapličku, do které mariánský obraz umístili. Protože i tato stavba během doby opět zchátrala, bylo rozhodnuto o postavení velké kaple. Roku 1712 proběhlo shromáždění starostů okolních vesnic ve Friederbergu, duchovní Bedřich Schubert ze Skorošic přijal tento návrh, vymohl nutné povolení k vybudování kostelíčka a vyhlásil sbírku. Novostavba tak byla zahájena ještě v roce 1712 a 12. května 1713 byla dokončena.
V letech 1878 - 1880 byla dosavadní dřevěná poutní kaple nahrazena novostavbou novogotického kostela. Roku 1905 byla pro poutníky u kostela postavena chata "Jiřího dům", pojmenovaná podle kardinála Georga Koppa. Chata je zaniklá.